# 熊本市立京陵中学校
熊本市立京陵中学校（くまもとしりつ けいりょうちゅうがっこう）は、熊本県熊本市中央区京町本丁にある公立中学校。
6・3制実施により設立された熊本市立中学校9校の1校。校地は熊本大学教育学部附属中学校と隣接する。
校訓とは別に『一生懸命はかっこいい』というキャッチコピーもあり、実際にかつてのクラスの学級目標として作られたものを用いたものである。又、熊本市立千原台高等学校のキャッチコピーにも同様のものが用いられており、京陵中学校がこのフレーズを用いていたのを見て取り入れたことを現校長(2025年時点)が認めている。

## 沿革
- 1947年（昭和22年） - 熊本市立京陵中学校設立
- 1988年（昭和63年） - 熊本市立井芹中学校を分離
- 2012年（平成24年） - 清水が丘分校設置

## 歴代校長
- 1947年（昭和22年） - 初代校長 安藤活雄
- 1950年（昭和25年） - 第2代校長 坂元勝蔵
- 1955年（昭和30年） - 第3代校長 山崎貞士
- 1958年（昭和33年） - 第4代校長 清永裁介

1977年（昭和52年当時）塩津校長
- 第22代校長 叶貞夫
- 2006年（平成18年） - 第23代校長 福井俊介
- 2009年（平成21年） - 第24代校長 松下一行

## 委員会
- 総務委員会
- 生活委員会
- 保健委員会
- 給食委員会
- 図書委員会
- 緑化委員会
- 美化委員会
- 安全委員会
- 文化委員会
- 体育委員会

## クラブ活動

### 運動部
- 男子バスケ部
- 女子バスケ部
- 男子バレー部
- 女子バレー部
- 男子ソフトテニス部
- 女子ソフトテニス部
- 男子バドミントン部
- 女子バドミントン部
- サッカー部
- 野球部
- 剣道部
- 陸上部
- 水泳部
- 硬式テニス部

### 文化部
- 放送部
  - 平成20年度NHK中学校放送コンクール熊本県大会ビデオ部門最優秀賞
  - 平成21年度NHK中学校放送コンクール熊本県大会朗読部門個人最優秀賞
- 吹奏楽部
- 美術部

## 学校周辺
- 九州旅客鉄道鹿児島本線・熊本電気鉄道菊池線 上熊本駅
- 熊本市電 上熊本電停
- 産交バス・熊本都市バス 京町本丁バス停・往生院前バス停
- 熊本大学教育学部附属小学校・熊本大学教育学部附属中学校
- 九州森林管理局
- 熊本中央警察署 京町交番

## 著名な卒業生
- 森高千里（歌手）
- 福田沙紀（女優/歌手/タレント）
- 中田裕二/椿屋四重奏（ミュージシャン）
- 永田貴樹/椿屋四重奏（ミュージシャン）
- 河田寿司（野球選手）
- 大谷幸輝（サッカー選手）
- 橋本貴久/乙三.（ミュージシャン）
- 中山智幸（小説家）
- 岩本真典（ハンドボール選手）
- 北原秀明 (バスケットボール選手)